# Z Communications
Z Communications ist eine linke US-amerikanische Mediengruppe, die 1987 von Michael Albert und Lydia Sargent gegründet wurde. Zu ihren Publikationen zählen oder zählten Z Magazine, ZNet, Z Media und Z Video. Z Communications ist in Massachusetts ansässig. Zu den regelmäßigen Autoren zählen Uri Avnery, Noam Chomsky, Alexander Cockburn, Tim Wise, Ward Churchill, Amira Hass, Norman Solomon, Robert Fisk, John Pilger, Edward S. Herman, Anthony Arnove, Eleanor Bader, (gelegentlich) Barbara Ehrenreich, „Mickey Z“ und ehemals Howard Zinn.

## Publikationen und Organisationen

### Z Magazine
Z Magazine (früher Zeta), in einer Kurzform auch ZMag genannt, wurde 1987 von Michael Albert und Lydia Sargent, zwei der Mitgründer des Verlags South End Press, gegründet. Die Zeitschrift ist ein politisches Monatsmagazin, das über das politische und kulturelle Leben in den USA sowie über ökonomische Entwicklungen berichtet. Nach US-Maßstäben ist es zur extremen Linken zu rechnen. Es wird online und als Printausgabe publiziert.
Die Printausgabe umfasst meistens 64 Seiten. Die Online-Ausgabe gibt die Printausgabe so gut wie möglich wieder. Das Archiv ist frei zugänglich, die neueste Ausgabe nur für Abonnenten.

### Z Net
Z net ist eine Website, die mehrmals täglich aktualisiert wird. Sie wurde 1995 gegründet und wird nach eigenen Angaben wöchentlich von mehr als 250.000 Lesern genutzt.
Das Z Network ist Mitglied des International Network for Democratic Economic Planning (INDEP).

### Z Media Institute
Das Z Media Institute wurde 1994 gegründet und bietet Produzenten alternativer Medien Kurse und andere Veranstaltungen an.

### Z Video
Z Video wurde 1998 gegründet und produziert Videos über Politik, Ökonomie, Außenpolitik und das Weltsozialforum.